# Michal Miloslav Bakulíny
Michal Miloslav Bakulíny (Hrnčiarska Ves, 16 luglio 1819 – Kameňany, 18 gennaio 1892) è stato un insegnante e patriota slovacco.

## Biografia
Frequentò la scuola latina di Ožďany. Fu pedagogo a Brzotín, a Muránska Dlhá Lúka e a Kokava nad Rimavicou. Successivamente fu insegnante a Štítnik, a Muránska Dlhá Lúka, a Revúca e a Kameňany.
Allo scoppio della rivoluzione fu attivista e divenne organizzatore e capitano della guardia nazionale. Dopo la rivoluzione sostenne i contadini nelle loro cause contro i latifondisti.
Fu uno dei fondatori della Matica slovenská e del liceo di Revúca.